# Harald Thomasson
Harald Viktor Thomasson, född 20 juli 1893 i Häradshammars socken, död 31 oktober 1937 i Göteborg, var en svensk skolforskare och naturforskare.
Harald Thomasson var son till folkskolläraren Karl Viktor Thomasson och Anna Kristina Mathilda Segerdahl. Han avlade studentexamen i Norrköping 1912 och blev filosofie magister vid Uppsala universitet 1918. Han var lärare vid Torsby privata samskola i Värmland 1918–1920, extra geolog vid Sveriges geologiska undersöknings torvinventering 1919–1920 och dess sommararbeten (kartläggning med mera) 1929–1937 samt tillförordnad assistent vid torvinventeringen 1920–1923. Efter provårstjänstgöring var han vikarierande lektor vid Östersunds läroverk 1925, extra lärare vid Göteborgs Västra realskola 1925–1932 samt adjunkt i biologi med hälsolära och kemi vid Trollhättans samrealskola 1931–1937 och i samma ämnen vid Göteborgs Västra realskola 1937. Under flera år var han naturvetenskapligt sakkunnig vid Göteborgs museum. Thomasson ägnade sig ursprungligen åt att studera den mikroskopiska sötvattenfaunan. han kom snart in på insjöarnas mikrobiologi överhuvudtaget, och särskilt inriktade han sig på diatomacéerna (kiselalgerna) och deras produktionsbiologi. Om dessa limnologiska arbeten publicerade han Sjön Lekvattnet i Värmland (1924, tillsammans med Gösta Lundqvist) och Methoden zur Untersuchung der Mikrophyten der limnischen Litoral- und Profundalzone (1926). Med god kunskap om diatomacéernas systematik startade han en serie undersökningar över sydöstra Sveriges, särskilt Kalmarsundstraktens nivåförändringar. De egendomliga diatomacéfloror, av omväxlande söt- och saltvattenformer, Thomasson där anträffade, gav ny belysning åt Östersjöns äldsta naturhistoria. Senare fortsatte Thomasson dessa arbeten (samtliga publicerade i Geologiska föreningens handlingar 1926, 1927, 1932, 1935 och 1937), varvid han 1935 konstaterade, att sedimenten från de ovan nämnda stadierna underlagras av fossilfria leror, vilka i sin tur vilar på fossil- och pollenrika leror. Thomassons framställning av Östersjöns förstadier blev följande: Baltiska issjön - Yoldiahavet - Forgyrosigmasjön- Rhabdonemahavet- Gyrosigmasjön - Echeneishavet- Ancylussjön - Mastogloiahavet - Litorinahavet. Från nivåförändringarna ur naturgeografisk synpunkt kom Thomasson in på arkeologiska problem särskilt vid Bråviken och på Västkusten. Vid Bråviken kunde han (tillsammans med T. Engström) bestämma nedergränserna för ett tjugotal stenåldersboplatser liknande de genom Birger Nermans undersökningar kända Säterboplatserna. Thomassons viktigaste arbete på Västkusten var den stora undersökningen över boplatsområdet vid Sandarna (1934, tillsammans med Johan Alin och Nils Niklasson). Boplatsen daterades i stort sett till 7.000 f. Kr. Ett geologiskt resultat var, att enligt Thomasson en omfattande transregression ägt rum efter boplatstiden. Utom dessa arkeologiska arbeten skrev han Åldersgrupperingen inom västsvensk stenålder (1937) och Harpunfyndet från Hästefjorden (utkom postumt 1938). Genom sina specialutredningar för Göteborgs museum var Thomasson en betydelsefull tillgång för utforskandet av Västkustens naturhistoria. Han är begravd på Västra kyrkogården i Göteborg.